# Philoscia pannonica
Philoscia pannonica là một loài chân đều trong họ Philosciidae. Loài này được Verhoeff miêu tả khoa học năm 1909.